# Atentado de Bangkok de 2015
El atentado en Bangkok  fue un atentado con bomba que tuvo lugar el 17 de agosto de 2015 cerca del santuario de Erawan, en el centro de Bangkok, la capital de Tailandia, cerca de una gran concentración de centros comerciales. Dejó un saldo de 20 muertos y más de 120 heridos.

## Contexto
El 20 de mayo de 2014, tras meses de crisis política, Prayut Chan-o-cha declaró la ley marcial en Tailandia antes de realizar un golpe de Estado militar contra el gobierno, dos días más tarde. Apoyado por el rey Rama IX, fue elegido primer ministro por la Asamblea Nacional el 21 de agosto de 2014. El país se encuentra en conflicto desde 2004, con una rebelión armada en las tres provincias musulmanas del sur (Pattani, Yala y Narathiwat); las autoridades descartaron que haya sido llevado a cabo por rebeldes de esta zona del país.

## El atentado
Una bomba de fabricación casera, hecha con entre tres y cinco kilos de trinitrotolueno, explosionó justo antes de las 19:00 (hora local) a la altura del templo hinduista de Erawan, situado en el centro de Bangkok y lugar turístico habitual, concretamente en Ratchaprasong, donde está la mayoría de los principales centros comerciales y hoteles de cinco estrellas de la ciudad. Según Prawit Wongsuwan, ministro de Defensa tailandés, fue perpetrado con «la intención de destruir nuestra economía y el turismo». El ataque ocurrió en el corazón de la zona turística de Bangkok y dejó un saldo de 20 muertos y 125 heridos.
Pocos días después de ocurrido los atentados, las personas que son sospechosas de realizar el proceso de colocación del artefacto explosivo se entregaron de manera voluntaria ante las autoridades tailandesas.